# そばもん ニッポン蕎麦行脚
『そばもん ニッポン蕎麦行脚』（そばもん ニッポンそばあんぎゃ）は、山本おさむによる日本の漫画。『ビッグコミック増刊号』、のち『ビッグコミック』（共に小学館）にて2008年から2016年まで連載された。藤村和夫（元『有楽町・更科』四代目）名誉監修、金子栄一（『芝大門更科布屋』七代目）監修協力。『そばもん』と略記されることも多い。主人公の矢代稜を中心に、そばの魅力に取り付かれた人たちのドラマを描く。
基本的には現代を舞台にしているが、料理の起源を描写するために江戸時代や明治時代などに稜らを登場させるシナリオもある（「討ち入りそば」「明治アラベスク（にしんそば）」「カツ丼伝説」他）。また、作者がコマ内に登場して挨拶や説明を行うこともある（第178話『そば切り発祥伝説 信州編1』では作者も本編に登場している）。
江戸そばを紹介することが多いが、北海道や山形・福島・越前・出雲など、地方の郷土そばも頻繁に取り上げる。
単行本の巻末には作者のコラム『今日もそば日和』を掲載し、そばに関しての個人的な記述や、藤村との関わりを描いている（第7巻にて藤村を追悼している）。
本編の完結後、「山本おさむ with 神田ゆう」による『そばもん外伝 駿府のそば』が『コミック乱ツインズ』（リイド社）2016年6月13日（7月号）に掲載された。不定期連載のスタートとしていたが、同号以降に掲載はない。

## 主な登場人物
矢代稜（やしろ りょう）
名人と呼ばれた京橋の老舗『草庵』の五代目（藤七郎。稜は「祖父（ジイ）さん」と呼んでいた）から江戸そばの技術のすべてを伝授された。店を持たず、そば打ちの道具を車に積んで、日本のいたる地域でそば会を開き、そばのすばらしさを広める活動をしている。オンボロの車を使っていたが次第に使い物にならなくなり、ローンを組んでワーゲンバス（フォルクスワーゲン・タイプII）に乗り替えた。そば会のない間等は酒を少々嗜み、庶民的なコロッケや天ぷらなどを肴にしている。そば打ちの腕は抜群で、そばの知識に長けているが、飲みすぎて酒癖が悪い欠点を持ち、姪のエリカ（後述）のブログに画像を晒されたこともある。好物はカツ丼。愛や恋、血を見るのと注射を打たれるのが苦手。初期では去り行く際の決め台詞に「あばよ!」と大声で言っていた。最終回ではそば打ちも兼ねて豪華客船での三カ月間の世界一周へ旅立った。
藤七郎（とうしちろう）
京橋『草庵』五代目。更科系の店だったが、跡継ぎである長男が早くに亡くなって店じまいを決心したものの、孫（矢代稜）が調理場に出てくるようになってからは、大きくなるまで面倒を見つつ、店を継続することにした。店を畳んだあとの備品等を稜はずっと保管している。
矢代エリカ（やしろ エリカ）
第3話「そばの食べ方」で初登場。稜の腹違いの兄の再婚相手の連れ子で、血縁の無い姪。高校を中退して渋谷で遊び歩いている。食いしん坊で、稜が薦めた『谷中藪』でもりそばを12枚平らげ、そばの美味さの虜になるうちに、谷中藪の店員として花番長のおタキさんこと花田タキのもとで働くようになった。体力的な問題で自身でそばを打つことは早々に諦めたが、後にそば打ち教室で女性名人に憧れ、自分でもそばを打てるように努力した。その甲斐あって、信州でのそば打ち名人戦でそば打ちとしての腕が認められ、稜も太鼓判を押した。ブログを開設するが、投稿者の不満に反論すると倍になって返ってくる。注文を通すときに「通し言葉」を使うのに苦労するものの、稜との訓練によって身につくようになった。きゃりーぱみゅぱみゅに似た友人がいる。時代モノでは料理屋の従業員「お花」や舞妓「江梨花」の役をやっている。最終回にて豪華客船で旅立つ稜が帰国してからの結婚の約束をする。
さのじ
第4話「薬味の役目」で初登場。本名は佐々木貴明。実家は埼玉県春日部市の『月見庵』。実家を継ぐため、麻布の『更科布屋』で修行中に稜・エリカと出会う。エリカに恋心を抱いており、エリカに好かれるために、まな板を使わないで葱を切る技（真空切り）を会得したが、エリカには相手にされていない。その後もたびたび登場するが、そば職人としての修行に身が入っていない描写が多く、稜に泣きつくことも多い。叔母から父が関節リウマチにかかり、働けなくなったことを聞かされ、修行を中断して実家に戻ろうとするも、父が聞いているところで、出前中心で味の評判も悪い『月見庵』を見下す発言をしてしまい、跡取りとなることを拒否された。そのため、自暴自棄になりそばの修行も放り出しそうになるが、跡取りとして駄目なら、まず従業員として雇ってもらい自分を認めてさせればいいという稜の助言で心を入れ替える。その後、更科布屋の主人と先輩の職人たちから、太鼓判を押されて修行を終え、実家の埼玉へ帰っていった。
谷中藪の親父
『谷中藪』の店主。稜に紹介されたエリカの食べっぷりに魅せられ、エリカを雇うことにした。ネットや若者文化に疎い。メールやブログを理解できておらず、FAXで時代が止まっている。後にエリカがそば打ちが上手になりたいという話を聞き、自らの厳しい指導にてエリカのそば打ちの腕を鍛え上げた。
更科布屋の主人
さのじが働いている店の主人で稜の先輩。そば打ちなどは従業員に任せるが、汁作りは店主である自ら行う。さのじを『月見庵』の跡取りとして認めてもらうために徹底的に修行させる。自身も生前の藤村和夫から汁の調整の仕方を学んだ。
川崎
志賀直哉に感化されてルポライターを目指すも、大手出版社の孫請けのような存在であった。自分が取材したそばの記事がことごとく逆の評価であったことを稜に指摘されたことにより自らの使命に目覚める。会津シリーズでは中心人物として、東日本大震災・福島第一原発事故後の福島でのそばの取材を敢行する。
ほしひかる
　実在の人物。 江戸ソバリエ（江戸そばの通人）の一人でエッセイを書いたり、そばもんのシナリオの監修にも携わっている。『討ち入りそば』にも登場している。
ほしひかるプロフィール

## 東日本大震災・福島第一原発事故に関する記述
「そば屋の3.11」から始まる会津シリーズ（単行本15 - 16巻収録）の第134話「会津そば－山都編（前編）」は2014年5月24日から同年6月9日までの期間限定で、Web上でpdf公開された。
本作掲載のビッグコミックと同じく小学館が発行する『ビッグコミックスピリッツ』に掲載された「美味しんぼ 第604話 福島の真実その22」での描写が物議を醸しており（美味しんぼ#東日本大震災・福島第一原発事故に関する記述参照）、同じ震災後の福島を描いた作品（それ以前にも第9巻収録の「山形・天保そば」でも震災や原発事故を扱っている）として話題となった。毎日新聞もニュースサイトで「福島をどう描くか」と題した特集を組んでおり、「福島をどう描くか:第2回　漫画「そばもん」　山本おさむさん」として本作を取り上げている。

## 単行本リスト
- 山本おさむ 『そばもん ニッポン蕎麦行脚』 小学館〈ビッグコミックス〉、全20巻
  1. そばの食べ方 - 2009年5月29日発売 ISBN 978-4-09-182495-0
  2. “白いそば”と“黒いそば” - 2009年9月30日発売 ISBN 978-4-09-182734-0
  3. 新そばの季節 - 2010年2月27日発売 ISBN 978-4-09-183068-5
  4. 先代のレシピ - 2010年6月30日発売 ISBN 978-4-09-183217-7
  5. What's 天もり? - 2010年11月30日発売 ISBN 978-4-09-183525-3
  6. 越前おろしそば - 2011年4月28日発売 ISBN 978-4-09-183817-9
  7. さらしなそば - 2011年10月28日発売 ISBN 978-4-09-184129-2
  8. いちばん長い日 - 2012年2月29日発売 ISBN 978-4-09-184273-2
  9. 山形・天保そば - 2012年6月29日発売 ISBN 978-4-09-184528-3
  10. 機械仕掛けの手打ちそば - 2012年10月30日発売 ISBN 978-4-09-184758-4
  11. 大阪のそば文化 - 2013年2月28日発売 ISBN 978-4-09-184895-6
  12. 討ち入りそば - 2013年6月28日発売 ISBN 978-4-09-185267-0
  13. 明治アラベスク（にしんそば） - 2013年10月30日発売 ISBN 978-4-09-185597-8
  14. ファイティングそば - 2014年2月28日発売 ISBN 978-4-09-186016-3
  15. 「会津そば―桐屋編」（そば屋の3.11） - 2014年6月30日発売 ISBN 978-4-09-186237-2
  16. そばの花言葉 - 2014年10月30日発売 ISBN 978-4-09-186573-1
  17. 出雲そばルネサンス - 2015年3月30日発売 ISBN 978-4-09-186820-6
  18. カップそばってどうよ? - 2015年8月28日発売 ISBN 978-4-09-187153-4
  19. そばクルーズ北海道 - 2016年2月29日発売 ISBN 978-4-09-187489-4
  20. そば切り発祥伝説 - 2016年7月29日発売 ISBN 978-4-09-187723-9

- 山本おさむ『そばもん ニッポン蕎麦行脚』小学館〈My First BIG〉
  - そばもん 生蕎麦 2013年9月27日発売 ISBN 978-4-09-119235-6
  - そばもん 新蕎麦 2013年10月25日発売 ISBN 978-4-09-119269-1
  - そばもん 年越し蕎麦 2013年11月22日発売 ISBN 978-4-09-119284-4
  - そばもん 蕎麦問答 2013年12月27日発売 ISBN 978-4-09-119321-6
  - そばもん 地方蕎麦 2014年1月24日発売 ISBN 978-4-09-119341-4
  - そばもん 種もの 2014年2月28日発売 ISBN 978-4-09-119379-7
  - そばもん 蕎麦屋のつまみ 2014年3月28日発売 ISBN 978-4-09-119401-5
  - そばもん 蕎麦切り 2014年4月25日発売 ISBN 978-4-09-119437-4
  - そばもん 蕎麦汁(つゆ) 2014年5月23日発売 ISBN 978-4-09-119458-9
  - そばもん 立ち食い蕎麦 2014年6月27日発売 ISBN 978-4-09-119491-6
  - そばもん 関西の蕎麦 2014年7月25日発売 ISBN 978-4-09-119521-0
  - そばもん 蕎麦色 2014年8月22日発売 ISBN 978-4-09-119556-2
  - そばもん 会津蕎麦 2015年2月6日発売 ISBN 978-4-09-119712-2

- 山本おさむ『そばもん ニッポン蕎麦行脚』小学館〈My First WIDE〉
  - そばもん 一 ニッポン蕎麦行脚 “もり”と“ざる”2017年12月13日発売 ISBN 978-4-09-163433-7
  - そばもん ニ ニッポン蕎麦行脚 新そばの季節 2018年1月12日発売 ISBN 978-4-09-163443-6
  - そばもん 三 ニッポン蕎麦行脚 さらしなそば 2018年2月13日発売 ISBN 978-4-09-163450-4
  - そばもん 四 ニッポン蕎麦行脚 出汁のあれこれ 2018年3月13日発売 ISBN 978-4-09-163457-3
  - そばもん 五 ニッポン蕎麦行脚 機械仕掛けの手打ちそば 2018年4月13日発売 ISBN 978-4-09-163464-1
  - そばもん 六 ニッポン蕎麦行脚 明治アラベスク 2018年5月11日発売 ISBN 978-4-09-163467-2
  - そばもん 七 ニッポン蕎麦行脚 板わさの味 2018年6月13日発売 ISBN 978-4-09-163476-4
  - そばもん 八 ニッポン蕎麦行脚 明後日の汁 2018年7月13日発売 ISBN 978-4-09-163484-9
  - そばもん 九 ニッポン蕎麦行脚 出雲そばルネサンス 2018年8月10日発売 ISBN 978-4-09-163490-0
  - そばもん 十 ニッポン蕎麦行脚 そば切り発祥伝説 2018年9月13日発売 ISBN 978-4-09-163496-2

## 関連人物
- 藤村和夫
- 日新舎友蕎子（にっしんしゃゆうきょうし） - 『蕎麦全書』の執筆者。
- 人見必大（ひとみひつだい） - 江戸中期に食に関する『本朝食鑑』を執筆。「討ち入りそば」では、同書の記述通りに当時のそば汁（味噌と酒）を再現しようとして失敗する場面がある。
- 夏目漱石 - 「のびる…？」に登場。『吾輩は猫である』の伸びたそばに関する格言が引用されている。
- 池波正太郎 - 「そばの花言葉」に登場。『神田まつや』をひいきにして、数々の随筆を残している。
- 小泉八雲 - 「出雲そばルネサンス」に登場。登場人物に小泉の霊魂が乗り移る場面がある。
- ジャン＝フランソワ・ミレー - 「種をまく人」に登場。稜はそばを扱う立場からミレーの作品を解説する。
- 安藤百福 - シナリオ「カップそばってどうよ?」のキーマンでインスタントラーメンの開拓者。

## 関連書籍
- 『蕎麦本』小学館 - 2015年1月30日発売 ISBN 978-4-09-101757-4
  - 本作品とのタイアップ本。蕎麦に関しての様々な事柄を紹介する。